# ناواکی آویاما
ناواکی آویاما (انگلیسی: Naoaki Aoyama؛ زادهٔ ۱۸ ژوئیهٔ ۱۹۸۶) بازیکن فوتبال اهل ژاپن است.

## باشگاهی
از باشگاه‌هایی که در آن بازی کرده‌است می‌توان به باشگاه فوتبال یوکوهاما مارینوس، باشگاه فوتبال شیمیزو اس-پالس، و باشگاه فوتبال موانگتونگ یونایتد اشاره کرد.

## تیم ملی
وی همچنین در زیر ۲۳ سال ژاپن بازی کرده‌است.